# مجموعة إيثيل

مجموعة الإيثيل، وتمثل R بقية السلسلة العضوية

الإيثيل مجموعة وظيفية ألكيلية مشتقة من الإيثان مكونة من ذرتين من الكربون وخمس ذرات من الهيدروجين أي لها الصيغة C2H5-.
مجموعة الإيثيل لا توجد كمادة كيميائية مستقلة إنما تكون دائماً مرتبطة مع بقية من المجموعات الأخرى.